# Nicolas Baudesson
Nicolas Baudesson (Troyes, 1611 circa – Parigi, 1680) è stato un pittore francese.
Era nipote del pittore Jacques Linard, del quale fu apprendista, e si specializzò nelle nature morte, divenendo un celebre "pittore di fiori", attivo tra Roma e Parigi (la gran parte dei suoi dipinti floreali orna le sale del castello di Versailles). Fu, in vita, uno dei maestri più considerati nel suo genere, e i suoi quadri erano ricercatissimi, ottenendo non solo la definizione di uno dei migliori pittori di fiori della sua epoca, ma anche l'ammissione alla prestigiosa Accademia di Parigi, notevole riconoscimento per un maestro che non si dedicò alla pittura di figura e di historia, ma soltanto alle eleganti raffigurazioni floreali, a quell'epoca considerate appartenere a un genere artistico minore.